# 管欣
管欣（1961年9月—），男，汉族，江苏泰兴人，中国汽车工程专家，吉林大学汽车工程学院教授，博士生导师。中华人民共和国教育部首批长江学者特聘教授]]。主要研究方向为汽车运动动力学和驾驶员行为动力学，获得多项专利与奖项。现任汽车仿真与控制国家重点实验室主任、吉林大学汽车研究院院长、吉林省政协常委，曾任吉林大学汽车工程学院院长。

## 生平
1979年9月至1983年7月，就读于电子科技大学，获学士学位。1982年9月至1990年8月，就读于吉林工业大学，获得硕士、工学博士学位。
1985年6月至1993年5月，在吉林工业大学任教。1996年8月任吉林工业大学汽车动态模拟国家重点实验室常务副主任兼汽车工程学院副院长、教授。2004年12月任吉林大学汽车工程学院院长、汽车动态模拟国家重点实验室主任、教授、博士生导师。